# Аббазанта
Аббазанта (італ. Abbasanta, сард. Abbasanta) — муніципалітет в Італії, у регіоні Сардинія, провінція Ористано.
Аббазанта розташована на відстані близько 370 км на південний захід від Рима, 105 км на північ від Кальярі, 32 км на північний схід від Ористано.
Населення — 2811 осіб (2014).
Щорічний фестиваль відбувається 25 листопада. Покровитель — свята Катерина Александрійська.

## Демографія
Населення за роками:

Станом на 1 січня 2023 року в муніципалітеті офіційно проживали 72 іноземці з 11 країн, серед них 20 громадян країн Євросоюзу.

## Сусідні муніципалітети
- Гіларца
- Норбелло
- Паулілатіно
- Санту-Луссурджу